# Materialerhaltungsstufe
,Die Materialerhaltungsstufe legt Art, Umfang und Durchführung von technischer Überprüfung, Wartung, Reparatur und Instandsetzung an Kraftfahrzeugen und technischem Gerät fest. Materialerhaltungsstufen werden verwendet im Katastrophenschutz und beim Militär.

## Katastrophenschutz (Deutschland)
Bis zur Auflösung der Katastrophenschutz-Zentralwerkstätten fand eine 3-teilige Unterteilung der Materialerhaltungsstufen für Fahrzeuge und Ausstattung statt.
| Stufe | Ausführung durch                                                                                | Ausstattung                | Aufgaben (Auswahl) |
| ----- | ----------------------------------------------------------------------------------------------- | -------------------------- | --- |
| 1     | Fahrer, Beifahrer                                                                               | Bordwerkzeug, Pflegemittel | - Prüfen auf Verkehrs- und Betriebssicherheit vor, während und nach der Fahrt - Vornahme regelmäßig wiederkehrende Prüfungen - sonstige einfache Arbeiten der Materialerhaltung |
| 2     | - im V-Fall: Materialerhaltungstrupp (MatETr) - im Frieden: Katastrophenschutz-Zentralwerkstatt | nach STAN-Nr. 091          | - Feststellen von Störungen und Schäden, Entscheiden über die zutreffende Materialerhaltungsstufe - Veranlassen und Überwachen der Überführung von Kraftfahrzeugen in Werkstätten - Unterstützung bei der Instandhaltung der übrigen Ausstattung - Empfangen der Ersatzteile aus privaten und behördeneigenen Bezugsquellen - Nachweisführung über Art und Umfang der verwendeten Materialien und durchgeführten Arbeiten - Unterstützung bei der Aufnahme von Schadensmeldungen |
| 3     | Katastrophenschutz-Zentralwerkstatt                                                             |                            | - Schwere Instandsetzungen - Beseitigung von großen Funktionsstörungen - Inspektionen - Hauptuntersuchungen (§ 29 StVZO); ggf. Zwischenuntersuchungen - Bremsen-Sonderuntersuchungen - Abschmierdienst; Ölwechsel; Frostschutz; Konservierungen - Vergabe von Spezialarbeiten an gewerbliche Betriebe |

## Bundeswehr
Es gibt vier definierte Materialerhaltungsstufen (MES, Abkürzung Bundeswehr)
1. Funktionsüberprüfung, einfache Wartung und Pflege durch Benutzer (Technischer Dienst vor, während und nach der Benutzung)
2. Einfache Instandsetzungsarbeiten am Standort
3. Austausch von Baugruppen, Fehlersuche und Prüfung, schwierige Instandsetzungsarbeiten
4. Werks- oder Depotinstandsetzungsarbeiten, Instandsetzung von Baugruppen, Technische Materialänderungen

In der Anfangszeit der Bundeswehr wurden je nach Truppengattung bis zu sechs Materialerhaltungsstufen unterschieden. Hinzu kamen in den einzelnen Stufen noch Unterschiede, was das zuständige Personal, benötigtes Werkzeug und Ersatzteilverwendung betrifft (in der Tabelle nicht dargestellt).
| Kategorie             | Heer | Heer                                  | Luftwaffe/Marineflieger | Luftwaffe/Marineflieger                   | Marine | Marine                      |
| --------------------- | ---- | ------------------------------------- | ----------------------- | ----------------------------------------- | ------ | --------------------------- |
| Truppeninstandsetzung | 1a   | Techn. Durchsicht und Pflege          | 1                       | Pflege, Wartung und Truppeninstandhaltung | 1      | Pflege und Wartung          |
| Truppeninstandsetzung | 1b   | Wartung                               | 1                       | Pflege, Wartung und Truppeninstandhaltung | 1      | Pflege und Wartung          |
| Truppeninstandsetzung | 2    | Truppeninstandsetzung                 | 2                       | Mittlere Feldinstandsetzung               | 2      | Truppeninstandsetzung       |
| Feldinstandsetzung    | 3    | Mittlere Feldinstandsetzung           | 2                       | Mittlere Feldinstandsetzung               | 3      | Mittlere Feldinstandsetzung |
| Feldinstandsetzung    | 4    | Schwere Feldinstandsetzung            | 3                       | Schwere Feldinstandsetzung                | 4      | Schwere Feldinstandsetzung  |
| Depotinstandsetzung   | 5    | Hauptinstandsetzung / Grundüberholung | 4                       | Hauptinstandsetzung / Grundüberholung     | 5      | Grundinstandsetzung         |